# مقبرة جباليا الرومانية
مقبرة جباليا الرومانية أو مقبرة أرض المحاربين مقبرة رومانية في قطاع غزة، فلسطين. وهي أكبر مقبرة تم اكتشافها في غزة، ويعتقد أنها كانت قيد الاستخدام من القرن الأول قبل الميلاد إلى القرن الثاني الميلادي. تم اكتشاف المقبرة في عام 2022 وتم التنقيب عنها في عام 2023 وتضررت أثناء الاجتياح الإسرائيلي لقطاع غزة.

## الاكتشاف والتحقيق
تم اكتشاف المقبرة في فبراير 2022 أثناء أعمال البناء لمشروع إسكان في جباليا . بدأ علماء الآثار أعمال التنقيب في يوليو 2023،  وبحلول الوقت الذي تم فيه الإعلان عن الاكتشاف في وقت لاحق من ذلك العام، كانوا قد عثروا على 125 مقبرة في مساحة 4,000 متر مربع (43,000 قدم2). وقد قادت منظمة Première Urgence والمدرسة الكتابية التحقيق، بمشاركة 30 خريجًا من جامعة فلسطين والجامعة الإسلامية في غزة. وكان الفريق قد تدرب مؤخرًا للتحقيق في دير القديس هيلاريون كجزء من مشروع أثري طويل الأمد.
أدى الغزو الإسرائيلي لقطاع غزة الذي بدأ في أكتوبر 2023 إلى تضرر مئات المواقع التراثية. في نوفمبر/تشرين الثاني من ذلك العام، أفاد جهاد ياسين من وزارة السياحة والآثار أن المقبرة "دمرت بالكامل تقريبًا". أجرت اليونسكو مراقبة عن بعد لمواقع التراث الثقافي في قطاع غزة وأكدت الأضرار التي لحقت بالمقبرة في تقييمها الذي أجري في يناير 2024. أشار تقرير صادر عن مركز الحفاظ على التراث الثقافي في عام 2025 إلى أن الموقع تعرض لأضرار بالغة، نتيجة مزيج من الأضرار الناجمة عن القنابل والجرافات، في حين من المتوقع أن يؤدي هدم الهياكل القريبة إلى ترك حطام إضافي في المقبرة.

## ميزات المقبرة
تعتبر مقبرة أرض المحاربين أكبر مقبرة تم اكتشافها في غزة، حيث تم التعرف على 135 قبراً. لا تزال معظم القبور تحتوي على بقايا بشرية. احتوت بعض القبور على أشياء مدفونة مع الموتى ( متعلقات جنائزية )؛ وتشمل هذه الأشياء أواني فخارية، وزجاجات عطر، كما تم العثور على بعض الهياكل العظمية مع عملات معدنية في أفواهها. كان الأخير ممارسة يونانية رومانية وكان المقصود منه تأمين دخول المتوفى إلى العالم السفلي.
من بين المدافن كان هناك تابوتين من الرصاص، وهما أول ما تم اكتشافه في غزة. تم نقل أحد التوابيت إلى قصر الباشا، وهو متحف في غزة، لعرضه على الجمهور. يُعتقد أن بعض المدافن تعود لمسؤولين رومانيين رفيعي المستوى. يُعتقد أن تاريخ الدفن يعود إلى القرن الأول قبل الميلاد إلى القرن الثاني الميلادي.